# Гобеджишвили, Давид Николаевич
Дави́д Николаеви́ч Гобеджишви́ли (груз. დავით ნიკოლოზის ძე გობეჯიშვილი, род. 3 января 1963, Кутаиси) — советский борец вольного стиля, чемпион Европы, чемпион и призёр чемпионатов мира, чемпион и призёр Олимпийских игр, Заслуженный мастер спорта СССР (1985).

## Биография
На Летних Олимпийских играх 1988 года в Сеуле боролся в весовой категории до 130 килограммов.
В схватках:
- в первом круге на 5-й минуте за явным преимуществом со счётом 17-0 выиграл у Дениса Атье (Сирия);
- во втором круге на 3-й минуте тушировал Хироюки Обата (Япония);
- в третьем круге на 5-й минуте ввиду пассивности противника выиграл у Ральфа Бреммера (ФРГ);
- в четвёртом круге по баллам со счётом 6-1 выиграл у Атанаса Атанасова (Болгария);
- в пятом круге по баллам со счётом 6-0 выиграл у Ласло Клауза (Венгрия) и вышел в финал;

В финале боролся с Брюсом Баумгартнером (США), выиграл у него по баллам со счётом 3-1 и стал олимпийским чемпионом.
На Летних Олимпийских играх 1992 года в Барселоне, выступая за Объединённую команду, боролся в весовой категории до 130 килограммов.
В предварительных схватках:
- в первом круге по баллам со счётом 6-3 выиграл у Юрая Штеча (Чехословакия);
- во втором круге по баллам со счётом 7-1 выиграл у Кирила Барбутова (Болгария);

В финальных схватках:
- в третьем круге по баллам со счётом 0-3 проиграл Брюсу Баумгартнеру (США);
- в четвёртом круге по баллам со счётом 4-3 выиграл у Ван Чуньгуана (Китай);
- в шестом круге по баллам со счётом 4-0 выиграл у Махмута Демира (Турция) и стал бронзовым призёром Олимпийских игр.[2]

## Основные соревнования и занятые места
| Дата | Турнир                                     | Занятое место |
| ---- | ------------------------------------------ | ------------- |
| 1985 | Чемпионат Европы                           | 1             |
| 1985 | Чемпионат мира                             | 1             |
| 1985 | Чемпионат СССР                             | 1             |
| 1986 | Кубок мира                                 | 2             |
| 1986 | Чемпионат мира                             | 2             |
| 1986 | Чемпионат СССР                             | 1             |
| 1987 | Чемпионат СССР                             | 2             |
| 1988 | Гран-при FILA                              | 1             |
| 1988 | Кубок мира                                 | 1             |
| 1988 | Олимпийские игры                           | 1             |
| 1988 | Чемпионат СССР                             | 1             |
| 1989 | Чемпионат СССР                             | 2             |
| 1990 | Кубок мира                                 | 3             |
| 1990 | Чемпионат мира                             | 1             |
| 1990 | Турнир великих мастеров Олимпийской борьбы | 3             |
| 1990 | Чемпионат СССР                             | 3             |
| 1992 | Олимпийские игры                           | 3             |

Включён в Зал славы Международной федерации любительской борьбы.
Являлся заместителем председателя Департамента спорта и по делам молодежи Грузии, с 2009 — заместитель председателя Департамента спорта Грузии.. Вице-президент Олимпийского комитета Грузии.
17 ноября 2008 года стал одним из подписавших письмо в МОК о переносе Зимних Олимпийских игр в Сочи.

## Фильмография
- 1986 — Арена неистовых — Каленике Лечхумский (в титрах как Дато Рачвели)

## Награды
- Президентский орден «Сияние» (Грузия, 2018)[6]